# Chromonephthea grandis
Chromonephthea grandis är en korallart som beskrevs av van Ofwegen 2005. Chromonephthea grandis ingår i släktet Chromonephthea och familjen Nephtheidae. Inga underarter finns listade i Catalogue of Life.